# 1964年の日本シリーズ
1964年の日本シリーズ（1964ねんのにっぽんシリーズ、1964ねんのにほんシリーズ）は、1964年10月1日から10月10日まで行われた、1962年以来2年ぶりのセ・リーグ優勝となった阪神タイガースと3年ぶりのパ・リーグ優勝となった南海ホークスによる第15回プロ野球日本選手権シリーズである。

## 概要
鶴岡一人監督率いる南海ホークス、藤本定義監督率いる阪神タイガースはともに関西地区で人気のあるチームであり、日本シリーズで初対戦となったことから「関西シリーズ」などと称された。また、それぞれの親会社である阪神電気鉄道は梅田駅（現大阪梅田駅）、南海電気鉄道は難波駅と、大阪市のキタとミナミにターミナル駅をおいて拠点としていることから、大阪都心を南北に結ぶ御堂筋になぞらえ「御堂筋シリーズ」とも呼ばれた。日本シリーズが東海地方以西同士の対戦となった、関東地方で日本シリーズが1試合も開催されなかったのは、「名福対決」だった1954年以来10年ぶり史上2度目の事である。結果は南海が阪神を4勝3敗で下し、1959年以来2度目の日本一を達成した。
この年のプロ野球は、10月10日から東京オリンピックが開催されるため、開会式の10月10日までに日本シリーズを含めた全日程を終了する方針であった。そのため、パシフィック・リーグ、セントラルリーグの両リーグはともに公式戦を例年よりも前倒し、日本シリーズの日程も9月7日の日本シリーズ運営委員会にて9月29日に開幕し10月7日に閉幕と決定した。
ところが、パ・リーグは9月20日に南海が優勝を決め9月29日に全日程を終了したのに対しセ・リーグは優勝争いが閉幕間際まで続いたのと雨天順延が重なったため、9月30日に阪神が優勝を決定し同日に閉幕となった。このため、日本シリーズは当初の予定より2日順延した10月1日開幕となる。その結果、阪神はリーグ優勝を決定した翌日に日本シリーズに臨むという強行日程を余儀なくされた。そして日本シリーズも阪神の3勝2敗で迎えた10月8日開催の第6戦が雨のため翌9日順延となり、第6戦も南海が勝ったため翌10日に最終戦となる第7戦が開催されることになり、オリンピックの開会式と被ることになってしまった。
シリーズの展開は、南海が第1戦をエースのジョー・スタンカの完封で先勝すると阪神が第2戦をエースのジーン・バッキーの完投で1勝1敗のタイとした。第3戦は阪神が南海先発のスタンカを打ち崩して2勝1敗とすると、第4戦は南海がケント・ハドリのサヨナラ本塁打で2勝2敗のタイとした。迎えた第5戦は阪神がピーター・バーンサイドの先発起用が当たって勝利し、日本一に王手をかけた。しかし、スタンカとバッキ―の両エースのと投げ合いが実現した第6戦を南海がスタンカの完封で3勝3敗とタイとすると、第7戦もスタンカが連続で先発して完封し、南海が逆転日本一を達成した。スタンカは4試合に登板して3勝を挙げ、最優秀選手賞（MVP）に選出された。両チームともにスタンカ、バッキ―、ハドリと投打で外国人選手の活躍が目立ち「外国人シリーズ」とも呼ばれた。
この年の日本シリーズは初めて全試合がナイターで開催された。前述の事情により例年より前倒しして開催されることになり時期的にナイターでの開催が可能と判断されたためである。有料入場人員は南海の本拠地である大阪球場での3試合は第4戦で30,107人を記録するなど好調であったのに対し、阪神の本拠地である阪神甲子園球場での4試合は、第6戦を除いて2万人を切るなど明暗を分けた。特に最終戦となった第7戦も15,172人にとどまった。
なお、近畿地方に本拠地を置く球団同士による日本シリーズでの対戦は、2023年のシリーズに阪神とオリックス・バファローズ（阪急の後継球団）が進出するまで58年間実現しなかった。

## 試合結果
| 日付                               | 試合   | ビジター球団（先攻） | スコア   | ホーム球団（後攻） | 開催球場       |
| ---------------------------------- | ------ | -------------------- | -------- | ------------------ | -------------- |
| 10月1日（木）                      | 第1戦  | 南海ホークス         | 2 - 0    | 阪神タイガース     | 阪神甲子園球場 |
| 10月2日（金）                      | 第2戦  | 南海ホークス         | 2 - 5    | 阪神タイガース     | 阪神甲子園球場 |
| 10月3日（土）                      | 移動日 | 移動日               | 移動日   | 移動日             | 移動日         |
| 10月4日（日）                      | 第3戦  | 阪神タイガース       | 5 - 4    | 南海ホークス       | 大阪球場       |
| 10月5日（月）                      | 第4戦  | 阪神タイガース       | 3 - 4x   | 南海ホークス       | 大阪球場       |
| 10月6日（火）                      | 第5戦  | 阪神タイガース       | 6 - 3    | 南海ホークス       | 大阪球場       |
| 10月7日（水）                      | 移動日 | 移動日               | 移動日   | 移動日             | 移動日         |
| 10月8日（木）                      | 第6戦  | 雨天中止             | 雨天中止 | 雨天中止           | 阪神甲子園球場 |
| 10月9日（金）                      | 第6戦  | 南海ホークス         | 4 - 0    | 阪神タイガース     | 阪神甲子園球場 |
| 10月10日（土）                     | 第7戦  | 南海ホークス         | 3 - 0    | 阪神タイガース     | 阪神甲子園球場 |
| 優勝：南海ホークス（5年ぶり2回目） |        |                      |          |                    |                |

### 第1戦
|                | 1 | 2 | 3 | 4 | 5 | 6 | 7 | 8 | 9 | R | H | E |
| -------------- | - | - | - | - | - | - | - | - | - | - | - | - |
| 南海ホークス   | 0 | 1 | 0 | 0 | 1 | 0 | 0 | 0 | 0 | 2 | 8 | 1 |
| 阪神タイガース | 0 | 0 | 0 | 0 | 0 | 0 | 0 | 0 | 0 | 0 | 3 | 1 |

1. 南：スタンカ（9回）
2. 神：村山（8回）、若生（1回）
3. 勝利：スタンカ（1勝）
4. 敗戦：村山（1敗）
5. 審判
［球審］筒井
［塁審］川瀬（一）、岡田功（二）、小島（三）
［外審］田代（左）、上田（右）
6. 試合時間：2時間14分

| 南海 | 南海 | 南海       |
| 打順 | 守備 | 選手       |
| ---- | ---- | ---------- |
| 1    | [左] | 高橋栄一郎 |
|      | 打左 | 堀込基明   |
|      | 打   | 杉山光平   |
|      | 左   | 中島博征   |
| 2    | [中] | 広瀬叔功   |
| 3    | [右] | 樋口正蔵   |
| 4    | [捕] | 野村克也   |
| 5    | [一] | K.ハドリ   |
| 6    | [遊] | 小池兼司   |
| 7    | [三] | J.ローガン |
|      | 三   | 鈴木正     |
| 8    | [二] | 森下整鎮   |
| 9    | [投] | J.スタンカ |

| 阪神 | 阪神 | 阪神       |
| 打順 | 守備 | 選手       |
| ---- | ---- | ---------- |
| 1    | [遊] | 吉田義男   |
| 2    | [二] | 本屋敷錦吾 |
|      | 二   | 鎌田実     |
| 3    | [左] | 山内一弘   |
| 4    | [一] | 遠井吾郎   |
| 5    | [右] | 藤井栄治   |
|      | 投   | 若生智男   |
| 6    | [中] | 並木輝男   |
| 7    | [三] | 朝井茂治   |
|      | 捕   | 辻佳紀     |
|      | 打   | 浅越桂一   |
|      | 走右 | 滝川博已   |
| 8    | [捕] | 福塚勝哉   |
|      | 打三 | 三宅秀史   |
| 9    | [投] | 村山実     |
|      | 打   | 藤本勝巳   |
|      | 捕   | 山本哲也   |

先発は南海がスタンカ、阪神が村山実。
南海は2回表先頭のケント・ハドリが四球で歩き小池兼司の右翼線への二塁打で無死二、三塁の好機を作ると、ジョニー・ローガンの中堅への犠飛で1点を先制。5回表、先頭の広瀬叔功が遊撃へゴロ、これを吉田義男がファンブルして出塁、続く樋口正蔵の遊撃右への安打で無死一、三塁の好機を作り、野村克也が右犠飛を打ち1点を追加した。
阪神は6回裏、先頭の朝井茂治が左前安打、三宅秀史が四球で無死一、二塁の好機。ここで打順は先発の村山に回るが「もうすこし投げさせた自信をつけさせたかった」との藤本定義監督の意向で代打は送られずそのまま打席に立つ。だが村山はスリーバント失敗、続く吉田義男も遊ゴロ併殺に打ち取られ、無得点に終わる。阪神は8回にも二死から辻佳紀の代打・浅越桂一の二塁ゴロ失策と三宅秀の右前安打で一、二塁の好機を作るが、村山の代打・藤本勝巳は三振に倒れ無得点に終わった。
スタンカは阪神打線を99球3安打で完封し、南海が先勝した。
公式記録関係（日本野球機構ページ）

### 第2戦
|                | 1 | 2 | 3 | 4 | 5 | 6 | 7 | 8 | 9 | R | H | E |
| -------------- | - | - | - | - | - | - | - | - | - | - | - | - |
| 南海ホークス   | 0 | 0 | 0 | 0 | 0 | 0 | 1 | 1 | 0 | 2 | 8 | 2 |
| 阪神タイガース | 1 | 0 | 0 | 1 | 0 | 2 | 0 | 1 | X | 5 | 6 | 0 |

1. 南：杉浦（5回）、三浦（1回）、森中（1回）、林（1回）
2. 神：バッキー（9回）
3. 勝利：バッキー（1勝）
4. 敗戦：杉浦（1敗）
5. 審判
［球審］川瀬
［塁審］岡田功（一）、小島（二）、筒井（三）
［外審］井野川（左）、富沢（右）
6. 試合時間：2時間15分

先発は南海が先発は杉浦忠、阪神が9月29日以来中2日でジーン・バッキー。
阪神が1回裏、先頭の吉田義男が左前安打、これを左翼の井上登が後逸し二塁打となる。続く本屋敷錦吾の一塁ゴロを一塁のケント・ハドリがファンブルし無死一、三塁。山内和弘、遠井吾郎は連続三振に倒れたが、並木輝男の二塁ゴロを二塁の森下整鎮がはじいて一塁はセーフとなり、三塁走者が生還して阪神が1-0と先制した。
阪神は4回裏遠井、並木の連打で無死一、三塁とするが、続く三宅秀の三塁ゴロで三塁走者の遠井が飛び出して本塁でアウトとなり一死一、二塁となる。続く浅越桂一が二塁ゴロを打つが森下が併殺を焦って送球がもたつき一塁走者の三宅を二封したのにとどまり、さらに二塁走者の並木が本塁へ生還して、2-0とリードを広げた。6回裏には先頭の山内が中前安打、続く遠井の二ゴロを森下が併殺に出来ず一死一塁と走者が残った。並木の二越えテキサス安打で一、三塁とし続く三宅が三塁ゴロ、だが送球を受けた森下は二塁封殺ができず三宅を一塁でアウトにしたのにとどまり三塁走者が生還。さらに浅越の中前適時安打でこの回2点を取った。
南海は7回表先頭の樋口が中前安打、野村の四球で無死一、二塁としハドリの中前適時打で1点を返したが、なお続いた好機に小池が三塁ゴロ、ローガンが併殺に倒れた。8回表、一死から代打の杉山光平が中前安打、広瀬叔功の四球で一死一、二塁とすると二死から樋口の適時左前安打で2-4と2点差に迫ったが、続く四番の野村が三振に倒れた。
阪神は8回裏、この回から登板した左腕の林和宏から先頭の山内が四球で出塁し遠井の二塁ゴロと並木の犠打で二死三塁とし、三宅の打席で林がボーク、5-2と再び点差を広げた。
阪神は先発のバッキ―が112球で完投し、1勝1敗のタイとした。敗れた南海は野手陣に失策が相次ぎ、それが悉く失点に結び付く結果となった。
公式記録関係（日本野球機構ページ）

### 第3戦
|                | 1 | 2 | 3 | 4 | 5 | 6 | 7 | 8 | 9 | R | H | E |
| -------------- | - | - | - | - | - | - | - | - | - | - | - | - |
| 阪神タイガース | 0 | 1 | 4 | 0 | 0 | 0 | 0 | 0 | 0 | 5 | 9 | 1 |
| 南海ホークス   | 0 | 1 | 1 | 0 | 0 | 0 | 1 | 1 | 0 | 4 | 9 | 0 |

1. 神：本間（1回1/3）、石川（5回0/3）、バッキー（2回2/3）
2. 南：スタンカ（2回1/3）、林（0回2/3）、皆川（4回）、新山（1回）、森中（1回）
3. 勝利：石川緑（1勝）
4. 敗戦：スタンカ（1勝1敗）
5. 本塁打
神：藤井1号ソロ（2回・スタンカ）、藤井2号3ラン（3回・スタンカ）
南：ローガン1号ソロ（3回・石川）、ハドリ1号ソロ（8回・バッキー）
6. 審判
［球審］岡田功
［塁審］小島（一）、筒井（二）、川瀬（三）
［外審］田代（左）、上田（右）
7. 試合時間：2時間47分

先発は南海がスタンカ、阪神が本間勝。
南海は1回裏、広瀬、樋口が連続で内野安打、続くローガンがバントを失敗後野村の四球で一死満塁の好機を作るが、ハドリは初球を打って遊ゴロ併殺に倒れ、無得点に終わる。阪神が2回表、藤井栄治が右中間スタンドへ1号本塁打を打ち1-0と先制。南海はその裏、先頭の穴吹義雄が中前安打、小池が犠打で送り国貞が四球で一死一、二塁の好機。阪神はここで先発の本間から石川緑へ継投し、スタンカを打ち取る。だが続く広瀬が適時打を打ち1-1の同点に追いつく。
阪神は3回、先頭の吉田が三遊間を破る安打で出塁し本屋敷金吾が投前にバント、だが一塁手のハドリが飛び出し国貞のベースカバーも遅れて一塁ががら空きとなり内野安打となる。続く山内は遊撃左へ内野ゴロも打つも、二塁走者の吉田が三塁へスタートしようとしたのをみて二塁へ牽制に入った小池の逆をついた内野安打となり、無死満塁の好機を作る。ここで遠井が犠飛を打ち上げて2-1と勝ち越し、左打者の藤井の打席で南海はスタンカから左腕の林へ継投する。だが藤井はその林から2打席連続となる2号3点本塁打を打ち、5-1とリードを広げた。
南海は3回裏にローガンの1号本塁打で1点返すが、阪神の2番手・石川の前に中盤を無失点に抑えられる。7回、先頭の国貞が中前安打して二塁盗塁を決め、広瀬の遊ゴロを吉田が失策して1点返しなお一死一塁としたが、阪神はここでバッキ―を投球して後続を断った。南海は8回裏ハドリの1号本塁打で4-5と1点差に迫り、9回裏二死から広瀬の三塁打、続く樋口の四球で二死一、三塁の好機を作るも、ローガンが遊撃ゴロに倒れた。阪神が5-4で勝利し、2勝1敗と先行した。
公式記録関係（日本野球機構ページ）

### 第4戦
|                | 1 | 2 | 3 | 4 | 5 | 6 | 7 | 8 | 9  | R | H | E |
| -------------- | - | - | - | - | - | - | - | - | -- | - | - | - |
| 阪神タイガース | 1 | 0 | 0 | 0 | 0 | 2 | 0 | 0 | 0  | 3 | 6 | 1 |
| 南海ホークス   | 0 | 0 | 0 | 1 | 2 | 0 | 0 | 0 | 1x | 4 | 7 | 1 |

1. 神：村山（8回1/3）
2. 南：杉浦（7回）、新山（2回）
3. 勝利：新山（1勝）
4. 敗戦：村山（2敗）
5. 本塁打
神：山内1号ソロ（1回・杉浦）、山内2号2ラン（6回・杉浦）
南：ハドリ2号ソロ（9回・村山）
6. 審判
［球審］小島
［塁審］筒井（一）、川瀬（二）、岡田功（三）
［外審］井野川（左）、富沢（右）
7. 試合時間：2時間16分

先発は南海が杉浦忠、阪神が村山。シリーズ4戦目で初めて日本人投手同士の投げ合いとなった。
阪神が1回表山内の1号本塁打で1-0と先制。南海は4回裏、広瀬の三塁打のあとローガンが中堅へ犠飛を打ち1-1の同点とし、5回には国貞の2点適時二塁打で3-1と逆転した。阪神は6回、先頭の吉田が遊撃左への内野安打で出塁、1死後に山内が2号2点本塁打を打ち、3-3の同点に追いつく。南海先発の杉浦は7回の打席で遊ゴロを打ち一塁へ走塁中に左足の脹脛を痛め、この回限りで降板した。8回からは新山影忠が2回を無失点に抑えた。
そして9回裏、一死無走者からハドリが村山から2ストライク1ボールからの4球目、見送ればボールという高めの球を右翼席へ1号サヨナラ本塁打を放ち、南海が4-3で勝利。
公式記録関係（日本野球機構ページ）

### 第5戦
|                | 1 | 2 | 3 | 4 | 5 | 6 | 7 | 8 | 9 | R | H  | E |
| -------------- | - | - | - | - | - | - | - | - | - | - | -- | - |
| 阪神タイガース | 0 | 3 | 0 | 1 | 0 | 0 | 2 | 0 | 0 | 6 | 12 | 0 |
| 南海ホークス   | 0 | 0 | 0 | 0 | 0 | 0 | 3 | 0 | 0 | 3 | 10 | 1 |

1. 神：バーンサイド（6回0/3）、渡辺（1回）、バッキー（2回）
2. 南：皆川（2回）、森中（2回）、三浦（3回）、新山（2回）
3. 勝利：バーンサイド（1勝）
4. 敗戦：皆川（1敗）
5. 本塁打
神：辻佳1号ソロ（2回・皆川）、安藤1号2ラン（2回・皆川）
南：森下1号ソロ（7回・バーンサイド）
6. 審判
［球審］筒井
［塁審］川瀬（一）、岡田功（二）、小島（三）
［外審］田代（左）、上田（右）
7. 試合時間：2時間28分

公式記録関係（日本野球機構ページ）
先発は南海が皆川睦雄、阪神はバッキ―との大方の予想を覆すピーター・バーンサイド。南海は右腕のバッキ―の先発を予想し、左打者の樋口とローガンをそれぞれ1番、3番に起用していた。一方阪神は藤本監督が「本屋敷は疲れているし、安藤がこの前からむずむずしているようにみえたからだ」と見て、二塁手に本屋敷に代えて安藤統夫を起用した。
阪神は1回表二死から山内、遠井の連続安打と藤井の四球で二死満塁の好機を作るが、並木が初球を打って左飛に倒れた。南海もその裏、一死から広瀬が右越え二塁打を打ち、二死後ハドリが右翼へ鋭いライナーを放つが藤井の正面に飛ぶ右直となり、こちらも先制機を逃した。
阪神は2回表、先頭の辻佳紀の1号本塁打で先制し、1死から吉田が中越え二塁打、続く安藤が1号2ランを打ち3-0と先行。4回には吉田の適時左前安打、7回には4連続安打で2点を挙げ6-0と点差を広げる。南海は7回裏、先頭の三浦清弘の代打・森下が1号本塁打、広瀬の2点適時二塁打で3点返したが、阪神は8回からバッキ―を投入して逃げ切り6-3で勝利。バーンサイド、安藤の選手起用が当たり、阪神が日本一に王手をかけた。

### 第6戦
|                | 1 | 2 | 3 | 4 | 5 | 6 | 7 | 8 | 9 | R | H  | E |
| -------------- | - | - | - | - | - | - | - | - | - | - | -- | - |
| 南海ホークス   | 0 | 2 | 0 | 1 | 0 | 0 | 0 | 0 | 1 | 4 | 11 | 0 |
| 阪神タイガース | 0 | 0 | 0 | 0 | 0 | 0 | 0 | 0 | 0 | 0 | 2  | 1 |

1. 南：スタンカ（9回）
2. 神：バッキー（4回）、若生（2回）、渡辺（3回）
3. 勝利：スタンカ（2勝1敗）
4. 敗戦：バッキー（1勝1敗）
5. 審判
［球審］川瀬
［塁審］岡田功（一）、小島（二）、筒井（三）
［外審］井野川（左）、富沢（右）
6. 試合時間：1時間46分

10月8日開催予定の第6戦は雨のため中止となり9日に順延された。先発は阪神がバッキ―、南海がスタンカ。両エースの投げ合いが第6戦で実現した。
南海が2回表二死無走者から小池が四球で出塁し、続く堀込が右翼へライナーを放つも藤井が緩慢な守備を見せ二塁打となって二死二、三塁の好機を作る。ここで国貞が右翼線に落ちる適時二塁打を打ち、南海が2点を先制した。南海は4回にも先頭のローガンが右前安打のあと小池が犠打、堀込の三塁強襲の内野安打で一死一、三塁とし、続く国貞の左犠飛で1点を追加した。
注目を集めたスタンカ、バッキ―の投げ合いは、南海が4回を終えて3点を先行する試合展開となり、バッキ―もこの回で降板。一方、雨で1日延びて中4日と休養十分の登板となったスタンカは、直球がよく伸び、落ちる球の精度も冴え、阪神打線を二塁も踏ませず2安打99球で完封。南海が4-0で勝ち、シリーズは最終第7戦にもつれた。
公式記録関係（日本野球機構ページ）

### 第7戦
|                | 1 | 2 | 3 | 4 | 5 | 6 | 7 | 8 | 9 | R | H | E |
| -------------- | - | - | - | - | - | - | - | - | - | - | - | - |
| 南海ホークス   | 2 | 0 | 0 | 1 | 0 | 0 | 0 | 0 | 0 | 3 | 9 | 0 |
| 阪神タイガース | 0 | 0 | 0 | 0 | 0 | 0 | 0 | 0 | 0 | 0 | 5 | 1 |

1. 南：スタンカ（9回）
2. 神：村山（3回0/3）、バッキー（4回）、石川（2回）
3. 勝利：スタンカ（3勝1敗）
4. 敗戦：村山（3敗）
5. 審判
［球審］岡田功
［塁審］小島（一）、筒井（二）、川瀬（三）
［外審］田代（左）、上田（右）
6. 試合時間：2時間7分

日本シリーズ第7戦は東京オリンピックの開会式と重なることになった。先発は阪神が村山、南海は前日に完投したスタンカが2試合連続で登板。
南海が1回表、一死から広瀬が村山のグローブをはじく内野安打で出塁し次打者のハドリの打席で二盗、ハドリの中前適時打で1点を先制、続く野村の中越え二塁打で追加点。4回表には先頭の野村が中前安打、続くローガンも左前安打。阪神はここで先発の村山をあきらめバッキ―を投入したが、小池がその代わり端に犠打を決め、堀込の左前適時打で追加点を挙げた。
鶴岡監督はこの試合の先発をスタンカか新山にするかで迷い、コーチと相談して「ともかくいけるとこまでスタンカに投げさそう」と決めた。そのスタンカは阪神打線を5安打8奪三振に抑え日本シリーズ史上初の2試合連続完封勝利を記録し、南海が1959年以来5年ぶりの日本一を達成した。なお、大阪の球団の日本一は2022年でのオリックス・バファローズが達成をするまでは約58年間なかった。
公式記録関係（日本野球機構ページ）

## 表彰選手
- 最優秀選手賞、最優秀投手賞　スタンカ（南海）
- 敢闘賞、打撃賞　山内一弘（阪神）
- 技能賞　小池兼司（南海）
- 優秀選手賞　ハドリ（南海）

## テレビ・ラジオ中継

### テレビ中継
- 第1戦:10月1日
  - NHK総合　実況：岡田実（東京アナウンス室）　解説：松木謙治郎
  - よみうりテレビ≪日本テレビ系列≫　実況：越智正典（日本テレビ）　解説：戸倉勝城　ゲスト解説：西本幸雄（阪急監督）、王貞治（巨人）
  - 朝日放送（関西ローカル?）　解説：芥田武夫　ゲスト解説：水原茂（東映監督）
- 第2戦:10月2日
  - よみうりテレビ≪日本テレビ系列≫　実況：荒井又次郎　解説：中上英雄、佐々木信也
- 第3戦:10月4日
  - よみうりテレビ≪日本テレビ系列≫　実況：越智正典（日本テレビ）　解説：戸倉勝城、沼澤康一郎　ゲスト解説：王貞治
- 第4戦:10月5日
  - NHK総合　実況：斎藤政男（福岡放送局）　解説：小西得郎
  - よみうりテレビ（関西ローカル?）　実況：佐土一正（日本テレビ）　解説：戸倉勝城、西本幸雄
- 第5戦:10月6日
  - よみうりテレビ≪日本テレビ系列≫　実況：大平和夫（日本テレビ）　解説：佐々木信也　ゲスト解説：王貞治
  - 朝日放送≪TBS系列≫　実況：黒田昭夫　解説：笠原和夫　ゲスト解説：水原茂（東映監督）
- 第6戦:10月9日
  - よみうりテレビ≪日本テレビ系列≫　実況：越智正典　解説：戸倉勝城、中上英雄　ゲスト解説：王貞治
- 第7戦:10月10日
  - よみうりテレビ≪日本テレビ系列≫　実況：越智正典　解説：戸倉勝城、中上英雄　ゲスト解説：西本幸雄
    - 当初は関西テレビ≪フジテレビ系列≫も中継予定で、実況を杉本清（当時関西テレビアナウンサー）が担当する予定だったことを本人が証言しているが、第6戦が雨天で9日に順延となった影響で、フジテレビ系列が既にオリンピック中継の放送枠としていたこともあり、よみうりテレビ・日本テレビ系列のみの放送となった。これについて「フジテレビもボヤいてましたよ」と杉本が証言している[26]。

### ラジオ中継
- 第1戦:10月1日
  - NHKラジオ第1　実況：斎藤政男　解説：苅田久徳
  - TBSラジオ（毎日放送制作）　実況：井上光央　解説：青田昇　ゲスト解説：中西太（西鉄選手兼任監督）
  - ラジオ関東（朝日放送制作）　実況：中村（中村鋭一か中村哲夫か不明）　解説：笠原和夫　ゲスト解説：小山正明（東京）[27]
- 第2戦:10月2日
  - NHKラジオ第1　実況：岡田実　解説：小西得郎
  - TBSラジオ（朝日放送制作）　実況：田村安起　解説：芥田武夫　ゲスト解説：小山正明
  - ラジオ関東（毎日放送制作）　実況：香西正重　解説：金田正泰　ゲスト解説：中西太
- 第3戦:10月4日
  - NHKラジオ第1　実況：岩本修（大阪放送局）　解説：苅田久徳
  - TBSラジオ（朝日放送制作）　実況：田村安起　解説：笠原和夫　ゲスト解説：小山正明
  - ラジオ関東（毎日放送制作）　実況：小池清　解説：青田昇　ゲスト解説：中西太
- 第4戦:10月5日
  - TBSラジオ（朝日放送制作）　実況：黒田昭夫　解説：芥田武夫　ゲスト解説：小山正明
  - ラジオ関東（毎日放送制作）　実況：香西正重　解説：金田正泰　ゲスト解説：中西太
  - NHKラジオ第1放送は中継なし。
- 第5戦:10月6日
  - NHKラジオ第1　実況：岡田実　解説：松木謙治郎
  - TBSラジオ（朝日放送制作）　実況：田村安起　解説：芥田武夫　ゲスト解説：小山正明
  - ニッポン放送（毎日放送制作）　実況：三宅定雄　解説：青田昇　ゲスト解説：中西太
  - ラジオ関東（ラジオ関西制作）　実況：奥田博之　解説：後藤次男、島原輝夫
- 第6戦:10月9日
  - NHKラジオ第1　実況：斎藤政男　解説：苅田久徳
  - TBSラジオ（朝日放送制作）　実況：中村鋭一　解説：笠原和夫　ゲスト解説：小山正明
  - ラジオ関東（毎日放送制作）　実況：香西正重　解説：青田昇　ゲスト解説：中西太
- 第7戦:10月10日
  - TBSラジオ（朝日放送制作）　実況：田村安起　解説：笠原和夫　ゲスト解説：小山正明
  - ラジオ関東（毎日放送制作）　解説：青田昇　ゲスト解説：中西太